# 碓井将大
碓井 将大（うすい まさひろ、1991年12月3日 - ） は、日本の俳優、タレント。
東京都出身。生まれは新潟県上越市。ワタナベエンターテインメント所属。同事務所の若手男性俳優集団D-BOYSのメンバー。日出高等学校卒業。

## 略歴
2007年5月、第4回D-BOYSオーディションでグランプリを獲得。これによりワタナベエンターテインメントの所属タレントとなる。
同年10月、テレビドラマ『チョコミミ』でデビュー。12月、D-BOYSに加入。母親がデザイナーであり、その影響で元々はモデル志望だったが、D-BOYS加入をきっかけに芝居に興味を持つ。
2008年2月、スーパー戦隊シリーズ『炎神戦隊ゴーオンジャー』にて、城範人 / ゴーオングリーン役で出演。
2011年、舞台『ピアフ』にて大竹しのぶの恋人役を務め、2013年、2016年の再演でも同キャストを演じた。
2013年3月より約半年間アメリカに演劇留学、ニューヨークとロサンゼルスの演劇学校に通った。帰国後、『Dステ 14th「十二夜」』にて主演を務める。

## 人物
趣味はサッカー・料理。
子供のころには『五星戦隊ダイレンジャー』・『激走戦隊カーレンジャー』・『百獣戦隊ガオレンジャー』などのスーパー戦隊シリーズや、仮面ライダーシリーズの『仮面ライダークウガ』・『仮面ライダーアギト』を見ていた。
D-BOYSは『ヴェニスの商人』『十二夜』などシェイクスピア作品を上演しているが、碓井はこれ以前からシェイクスピアが好きで、「中でも『マクベス』を演じたい」と語っている。

## 出演

### テレビドラマ
- チョコミミ（2007年10月 - 2008年3月、テレビ東京） - 三上功明（ミカちん） 役
- 炎神戦隊ゴーオンジャー（2008年2月 - 2009年2月、テレビ朝日） - 城範人 / ゴーオングリーン 役
- 美咲ナンバーワン!!（2011年1月 - 3月、日本テレビ） - 安堂将大 役
- ブラックボード〜時代と戦った教師たち〜 第2夜（2012年4月6日、TBS） - 竹宮 役
- D×TOWN 「スパイ特区」（2012年7月、テレビ東京） - 幸村新一 役
- シュガーレス（2012年10月 - 12月、日本テレビ） - 桐生陽一郎 / キリオ 役
- GTO 正月スペシャル! 冬休みも熱血授業だ（2013年1月2日、関西テレビ） - 堂本幸広 役
- なぞの転校生（2014年1月 - 3月、テレビ東京） - 冴木小次郎 役
- 恋文日和 第4話（2014年1月28日、日本テレビ） - 森村 役
- 世にも奇妙な物語'14秋の特別編「未来ドロボウ」（2014年10月18日、フジテレビ）
- 怪奇恋愛作戦 第1話（2015年1月10日、テレビ東京） - 星野 役
- 水曜ミステリー9（テレビ東京）
  - 「負け組法律事務所〜沈黙する証人〜」（2015年1月28日） - 山口駿 役[11]
  - 「奥田英朗クライムサスペンス 邪魔〜主婦が堕ちた破滅の道」（2015年9月2日）
- 女くどき飯 第3話（2015年2月8日、毎日放送） - 多野坂悠 役
- 太鼓持ちの達人〜正しい××のほめ方〜 第5話（2015年2月9日、テレビ東京） - 影野慎平 役
- 461個のありがとう。〜愛情弁当が育んだ父と子の絆〜（2015年3月15日、NHK BSプレミアム）
- 激動!世紀の大事件 オウム真理教と闘った家族の全記録〜地下鉄サリン事件20年目の真相〜（2015年3月20日、フジテレビ）
- るみちゃんの事象 第1話（2015年7月26日、毎日放送） - 山内早人 役[12]
- 孤独のグルメ Season5 第10話（2015年12月5日、テレビ東京） - 男性患者 役
- オトナヘノベル 「今だ！人見知り克服大作戦」（2016年1月14日、NHK） - 灰原勇気 役
- 大阪環状線 ひと駅ごとの愛物語 第8話「トンネル横丁の悪魔」（2016年3月1日、関西テレビ） - 西荻礼央 役
- トットてれび 第3話（2016年5月14日、再5月20日、NHK総合） - 若い季節ディレクター 役
- 男と女のミステリー時代劇 第六話「身代わり稼ぎ」（2016年6月14日、BSジャパン） - 大三郎 役
- 地味にスゴイ! 校閲ガール・河野悦子 第2話（2016年10月12日、日本テレビ） - 合コン男A 役
- 土曜ワイド劇場 司法教官・穂高美子5（2016年10月29日、テレビ朝日） - 高田玲央 役
- キャバすか学園 第5話 - 第8話（2016年12月4日 - 12月25日、日本テレビ） - セイヤ 役
- ブランケット・キャッツ 第1話（2017年6月23日、NHK総合） -  立花芳樹 役
- 定年女子 第1話（2017年7月9日、NHK BSプレミアム） - 片桐 役
- 全力失踪 第5話（2017年10月1日、NHK BSプレミアム） - サトル 役
- 先に生まれただけの僕（2017年10月 - 12月、日本テレビ） - 谷浩斗 役
- 魔法×戦士 マジマジョピュアーズ! 第20話（2018年8月12日、テレビ東京） - 明智シゲル 役
- 土曜ワイド劇場 西村京太郎トラベルミステリー69 金沢〜東京・殺人ルート 2時間33分の罠（2018年9月16日、テレビ朝日） - 石岡俊樹 役
- 相棒シリーズ（テレビ朝日）
  - season17 第10話（2019年1月1日） - 市原幸雄 役[13]
  - season23 第10話（2025年1月8日） - 福丸健吾 役[14]
- 記憶捜査〜新宿東署事件ファイル〜 第5話（2019年2月15日、テレビ東京） - 橘亭三昭 役[15]
- 痛快TV スカッとジャパン（2019年4月、フジテレビ）
- 痛快TV スカッとジャパン（2020年2月、フジテレビ）
- ソロモンの偽証（2021年10月3日 - 11月21日、WOWOW） - 柏木宏之 役
- 真夜中にハロー! 第2話（2022年1月20日、テレビ東京）- 奥村 役[16]
- 刑事7人 Season8 第8話（2022年8月31日、テレビ朝日） - 石橋淳太 役[17]

### 配信ドラマ
- GIFT〜今夜、幸せの時間お届けします。〜（2010年2月 - 4月、BeeTV） - 巽ヒカル 役
- 午前3時の無法地帯（2013年、BeeTV） - たもつ 役
- 昼も夜も（2014年、ネスレシアター）
- 焼肉女〜おひとり様のワケ〜（2015年、楽天ショウタイム） - 次郎 役
- 4Kドラマ伝染る物語 -KADOKAWA怪談実話- 第4話「バス停の女」（2016年、KADOKAWA×ひかりTV)  - 主役・佐々木健一  役

### 映画
- スーパー戦隊シリーズ - 城範人 / ゴーオングリーン 役
  - 炎神戦隊ゴーオンジャー BUNBUN!BANBAN!劇場BANG!!（2008年）[18]
  - 劇場版 炎神戦隊ゴーオンジャーVSゲキレンジャー（2009年）[19]
  - 侍戦隊シンケンジャーVSゴーオンジャー 銀幕BANG!!（2010年）
- GOTH（2008年）
- ひとりかくれんぼ 劇場版（2009年）
- マリア様がみてる（2010年） - 柏木優 役
- 魔法少女を忘れない（2011年） - 小田直樹 役[20]
- 聯合艦隊司令長官 山本五十六（2011年） - 佐伯隆 役[21]
- おおかみこどもの雨と雪（2012年）声の出演
- 神さまの言うとおり（2014年）
- ゴッドタン キス我慢選手権 THE MOVIE2 サイキック・ラブ（2014年）
- 超能力研究部の3人（2014年） - 森正太郎 役
- チキンズダイナマイト（2015年）
- 忘れ雪（2015年） - 満 役
- TRASH/トラッシュ（2015年）
- CONFLICT 〜最大の抗争〜（2016年）
- 探偵は、今日も憂鬱な夢を見る。（2017年）
- こどもしょくどう（2018年）

### オリジナルビデオ
- スーパー戦隊シリーズ - 城範人 / ゴーオングリーン 役
  - 炎神戦隊ゴーオンジャー BONBON!BONBON!ネットでBONG!!（2008年）
  - 炎神戦隊ゴーオンジャースペシャルDVD ゼミナールだよ!全員GO-ON!（2008年）
  - 炎神戦隊ゴーオンジャー 10 YEARS GRANDPRIX（2018年）
- 仮面ライダーギーツ ジャマト・アウェイキング（2024年7月24日） - 宇佐神清春 役[22]

### 舞台
- D-BOYS STAGE Vol.2「ラストゲーム〜最後の早慶戦〜」（2008年6月） - 若村 役
- D-BOYS STAGE Vol.3「鴉〜KARASU〜10」（2009年10月） - 宗次 役
- キサラギ（2010年6月ロサンゼルス公演） - 安男 役
- D-BOYS STAGE 2010 trial-2「ラストゲーム」（2010年8月 - 9月） - 壷谷健一 役
- キサラギ（2010年9月- 東京他地方公演） - 安男 役
- D-BOYS STAGE 2011「ヴェニスの商人」（2011年4月 - 5月） - ポーシャ 役
- ピアフ（2011年10月 - 11月） - テオ・サラボ 役
- D-BOYS STAGE 10th「淋しいマグネット」（2012年4月 - 5月） - ゴンゾ 役
- 千に砕け散る空の星（2012年7月）
- ピアフ（2013年1月 - 2月） - テオ・サラボ 役
- Dステ14th「十二夜」（2013年10月） - 主演・ヴァイオラ 役[8]
- テンペスト（2014年5月 - 6月） - エアリエル 役
- サウンドシアター eclipse（2014年9月） - 主演・安倍晴明 役
- 女中たち（2015年7月） - クレール / ソランジュ 役
- BOYBAND（2015年10月） - サクヤ 役
- ピアフ（2016年2月 - 3月） - テオ・サラボ 役
- proof/証明（2016年5月） - ハル 役
- クレシダ（2016年9月 - 10月） - グーフィー役
- THE DARK（2017年3月） - ジョシュ役
- スキップ（2017年5月） - 新田誠一 役
- PENALTY KILLING -Remix ver.-（2017年7月） - 中津田旭 役
- ペール・ギュント（2017年12月） - フウフウ 役
- The Sound Of Moonsic （2018年4月） - ユジュン 役
- トリスケリオンの靴音（2018年3月 / 5月） - 主役・佐久間憲一 役
- 舞台 刀剣乱舞 悲伝 結いの目の不如帰（2018年6月 - 7月） - 鵺と呼ばれる 役
- ミュージカル 深夜食堂（2018年10月 - 11月） - ゲン 役
- TRUMPシリーズ COCOON月の翳り星ひとつ「月の翳り」編（2019年4月 - 5月、サンシャイン劇場） - ディエゴ 役[23]
- お気に召すまま（2019年7月 - 9月、東京芸術劇場プレイハウス） - ウィリアム 役
- コンドーム0.01（2019年10月、ザ・スズナリ） - 若林 / ワカ 役
- る・ぽえ（2020年1月 - 2月、新国立劇場小劇場） - 主役・中原中也 役[24]
- パラダイス（2020年5月 - 7月、シアターコクーン） - 公演中止
- 舞台版 『マーダー☆ミステリー 〜探偵・斑目瑞男の事件簿〜』（2021年12月5日、浅草花劇場） - 虎元仁 役[25]
- バロック（2022年6月、ザ・スズナリ）- 主役・御厨光仁[26]
- パラダイス（2022年9月 - 11月、シアターコクーン）

### クイズ番組
- ネプリーグ (2008年5月26日)

### WEB配信
- TTFC映画部 season 1（2018年4月配信開始、TTFC）
- 中国ドラマ「中日留学生的日常」（2019年配信開始、bilibili）
- YouTubeドラマ「僕らの物語 恋禁ハウスルール」#1-4（2020年配信開始、YouTube）
- YouTubeドラマ「僕らの物語 サイレントベル」#1-4（2020年配信開始、YouTube）

### CM
- ユニバーサルミュージック「恋のうた2」（2009年）
- JAバンク（2012年）

### ミュージックビデオ
- USAGI「好きをこえたヒト」（2015年）
- GReeeeN「夢」（2016年）
- Niiisan's「If You_Part II」（2020年）

## 監督・プロデュース

### 監督作品
- MV SUNHEE「LOOK AT ME NOW」（2019年）
- ドラマ「僕らの物語 スカイパークに集合な！」（2020年配信開始、YouTube）
- ドラマ「僕らの物語 スカイパークに集合な！2」（2020年配信開始、YouTube）
- MV DedachiKenta「Where We Started」（2020年、YouTube）
- MV Niiisan's「If You_Part II」（2020年、YouTube）
- MV ひらめ「恋のスタートボタン feat.さくらしめじ」（2021年）
- MV さくらしめじ「ストーリーズ feat.ひらめ」（2021年）
- ドラマ セブン-イレブン×富士フイルムweb限定ミニドラマ「待ってろ、青春」（2021年）
- ドラマ セブン-イレブン×富士フイルムweb限定ミニドラマ「小さなプレゼント」（2021年）
- ドラマ セブン-イレブン×富士フイルムweb限定ミニドラマ「会えなくても、すぐそばに」（2021年）
- CM 帝京大学 「小さい頃の自分に伝えたい」(2021年)
- CM 帝京大学 「今こそ、チーム医療」(2021年)
- CM MoccHi SKIN[27] webCM「佐藤流司とシェアするシャンプー」 全4話（2021年）
- CM 大原学園 「夢と私が起動する」(2021年)
- ドキュメンタリー 私の卒業[28]　第三期「Road to Graduation[29]」(2022年)
- 日本大学文理学部 webCM「ユニークであれ。世界も。君も。[30]」(2022年)
- EXtreme LIVESwebCM/TV/SNS「川村壱馬」編 (2022年)
- ドキュメンタリー 私の卒業[28]　第四期「point of departure」(2023年)
- CM 大原学園 「夢と私が起動する」(2023年)
- MV Midnight Drive「Better Than Yesterday」(2023年)

- 映画「ただ、あなたを理解したい[31][32][33]」(2024年)

### プロデュース作品
- CM ハッピーメール 「つづく秘訣」 (2023年)
- CM Sunsmile  "CHOOSY" (2023年)

- CM マンダム GATSBY "All IN ONE SKINCARE" (2023年)
- TOKYO 48 Hour Film Project 2023[34] 映画「RainLily」- Best Film(作品)賞受賞 (2023年)

## 連載

### ウェブ連載
- 碓井将大のTYT!!〜Trill Your Theater〜（2012年10月 - 2014年3月、サンケイリビング新聞社）